# 마우카리 왕조
마우카리 왕조(굽타 문자 :)는 카나우지 왕국의 왕조로, 굽타 시대 이후 수도인 카나우지에서 6대가 넘는 기간 동안 강가-야무나의 광대한 평원을 통치했다. 그들은 이전에 굽타 제국과 그 뒤를 이은 하르샤 제국의 봉신으로 있었으며, 6세기 중반에 독립을 확립했다. 왕조는 우타르프라데시주와 마가다의 대부분을 통치했다. 서기 606년경, 그들의 제국의 넓은 지역이 후굽타 왕조에 의해 재정복되었다. 현장에 따르면, 서기 600년경에 독립을 선언한 가우다 왕국의 샤샨카 왕에게 영토가 상실되었을 수 있다.

## 종교
마우카리인들은 확고한 힌두인들이었다. 그들은 사람들 사이에서 전통적인 사회 질서를 시행하고 유지하려고 노력했다. 국가에서는 힌두교를 후원하였지만 불교도 중요한 종교로 남아있었다.

## 군대
마우카리 군대는 코끼리, 기병 및 보병으로 구성되었다. 이사나바르만은 아마도 군대를 재편하고 강력하고 합당하게 만들기 위해 많은 노력을 기울였을 것이다. 마우카리의 전략전술은 주로 적군을 분쇄하기 위해 코끼리 군단을 배치하는 데 중점을 두었다. 코끼리 군단은 알촌 훈족과 후굽타 군대에 대항하는데에 사용되었다. 마우카리 왕조는 아프사드 비문에 기록된 대로 강가 도압 및 마가다 지역에서 알촌 훈족의 잔재와 싸웠고 아울리카라는 말와 지역에서 그들을 격퇴했다. 아디트야세나의 아프사드 비문은 과거 알촌 훈족을 이긴 승리자인 마우카리에 대항하여 후굽타 왕들이 거둔 군사적 성공을 언급한다.
"그 왕(쿠마라굽타)의 아들은 유명한 다모다라굽타였고, 그의 적들은 (신) 다모다라에 의해 악마들처럼 살해당했다. 후나족의 군대를 짓밟기 위해 (그들을 짓밟아 죽이기 위해) 전투에서 높이 던져진 마우카리에 속한 자랑스러운 걸음걸이의 강력한 코끼리 무리를 해체하면서, 그는 의식을 잃고 (전사했다)."— 아디트야세나의 아프사드 비문 제8행.

따라서 굽타보다는 마우카리 왕조가 후나족을 격퇴하는 데 핵심적인 역할을 했다.

## 행정
마우카리의 수도인 카나우지는 거대한 국제 도시로서 번영과 중요성이 커졌다. 마우카리가 멸망한 후 하르샤의 수도가 되었다. 따라서 카나우지는 제국의 힘에 의해 경쟁되었다. :20
처음 세 명의 마우카리 왕은 비문에서 마하라자로 언급되었지만 그들의 후계자들은 권력의 증가를 보여주는 더 화려한 칭호를 취했다. 이샤나바르만은 마하라자디라자라는 칭호를 채택한 최초의 마우카리 통치자였다.

## 문화 및 국제교류

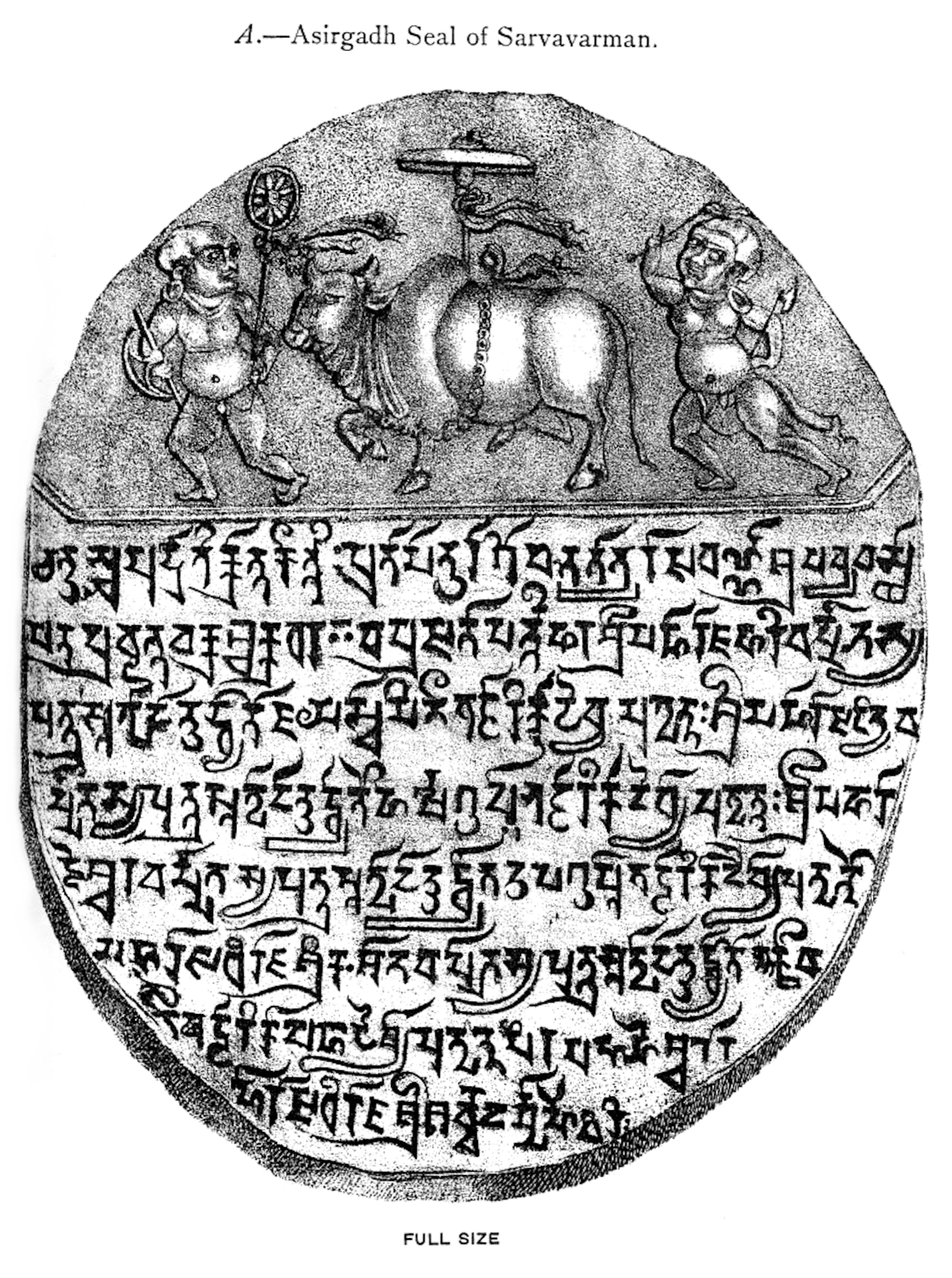
샤르바바르만의 아시르가르흐 인장 비문, 마우카리 왕조, 6세기.

마우카리 왕들은 시인과 작가의 후원자였으며 그들의 통치 기간 동안 많은 문학 작품이 작곡되었다. 샤르바바르만의 아시르가르 인장 비문이나, 또는 이샤나바르만의 하라하 비문 같은 다양한 인장과 비문이 알려져 있는데, 우타르프라데시주 바라방키구의 하라라 마을 근처에서 발견된 하라하 비문은 비크라마 삼바트 610년(서기 554년)에 만들어진 비문으로 마우카리 왕조의 족보를 기록하고 있다.

### 사산 제국과의 접촉

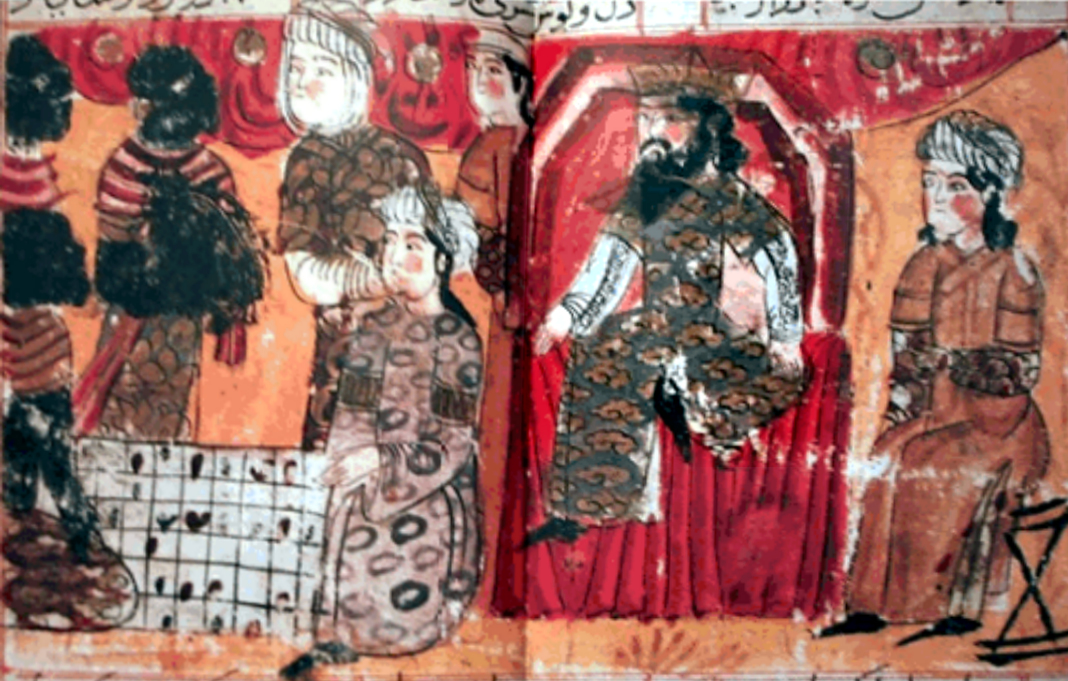
사산 제국의 황제 호스로 1세는 체스판 앞에 앉아 있고 그의 비지르와 카나우지의 인도 특사는 체스를 하고 있다. 샤나메, 서기 10세기.

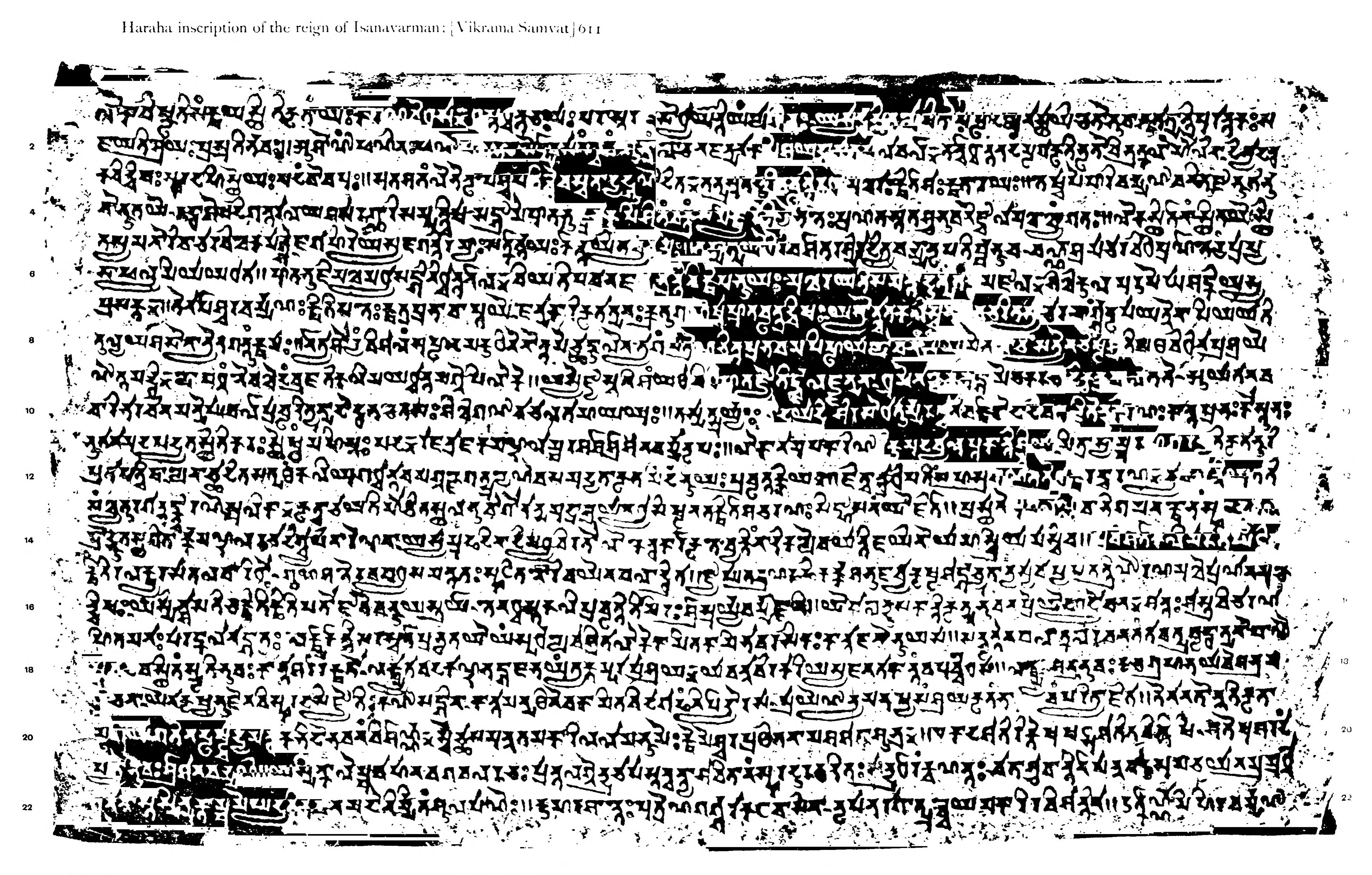
이샤나바르만의 하라하라 비문. 비크라마 삼바트 610년(즉, 서기 554년)에 작성된 비문에는 마우카리 왕조의 족보가 기록되어 있다.

후나족의 권력이 끝나자 인도와 사산 제국 사이에 새로운 접촉이 이루어졌다. 체스와 주사위 놀이와 같은 지적 게임은 호스로 1세와 "인도의 대왕" 사이의 외교 관계를 보여주고 기념했다. 인도 왕의 비지르는 호스로 왕에 대한 쾌활하고 장난기 넘치는 도전으로 체스를 발명했다. 560/565년에 샤르바바르만의 통치 시작과 579년 호스로의 통치가 끝날 때까지 호스로에게 체스 게임을 보낸 인도의 통치자는 카나우지의 마우카리 왕 샤르바바르만이었던 것으로 추정된다. 경기가 이란으로 보내졌을 때, 다음과 같은 편지가 왔다. "그대의 이름이 왕중의 왕이시니, 그대의 모든 황제권은 그대의 현명한 사람들이 우리보다 더 현명해야 한다는 것을 암시합니다. 그대는 우리에게 이 체스 게임에 대한 설명을 보내거나 수익을 보내거나 우리에게 경의를 표해야 합니다." 호스로의 대재상은 수수께끼를 성공적으로 풀고 체스를 두는 방법을 알아냈다. 이에 대한 응답으로 현명한 대재상은 주사위 놀이 게임을 만들어 같은 메시지와 함께 인도 왕궁에 보냈다. 인도 왕은 수수께끼를 풀 수 없었고 조공을 바칠 수밖에 없었다.

## 계승
푸시야부티 왕조는 궁극적으로 마우카리 왕조를 계승했지만 원래는 수도인 스타네슈바라(타네사르) 주변의 작은 정체에 불과했다. 한스 T. 바커에 따르면 그들의 통치자 아디트야-바르다나(또는 아디트야-세나)는 아마도 마우카리 통치자 샤르바바르만의 봉신이었을 것이다. 그의 후계자 프라바카라바르다나는 또한 초기에 마우카리 왕 아반티바르만의 봉신이었을 수도 있다. 프라바카라의 딸 라지야시리는 아반티바르만의 아들 그라하바르만과 결혼했다. 이 결혼의 결과로 프라바카라의 정치적 지위는 크게 높아졌고, 그는 파라마바타라카 마하라자디라자("다른 왕들이 그의 용기와 애정 때문에 절을 하는 사람")라는 황실 칭호를 얻었다.

## 역대 군주
알려진 마디야데샤의 마우카리 통치자들은 다음과 같다.
- 하리바르만[22]
- 아디트야바르만

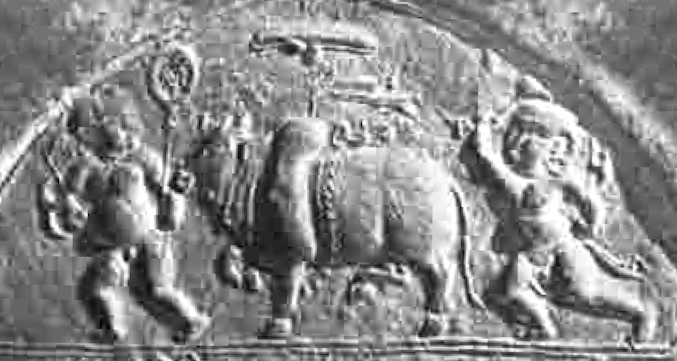
샤르바바르만의 날란다 점토 인장에 새겨진 마우카리 디자인.

- 이슈바라바르만(Iśvaravarman)
- 이샤나바르만 (Iśanavarman), 서기 550-574
- 샤르바바르만 (Śarvavarman), 서기 574–586
- 아반티바르만
- 그라하바르만, 서기 600–605

### 마우카리의 바라바르 분가

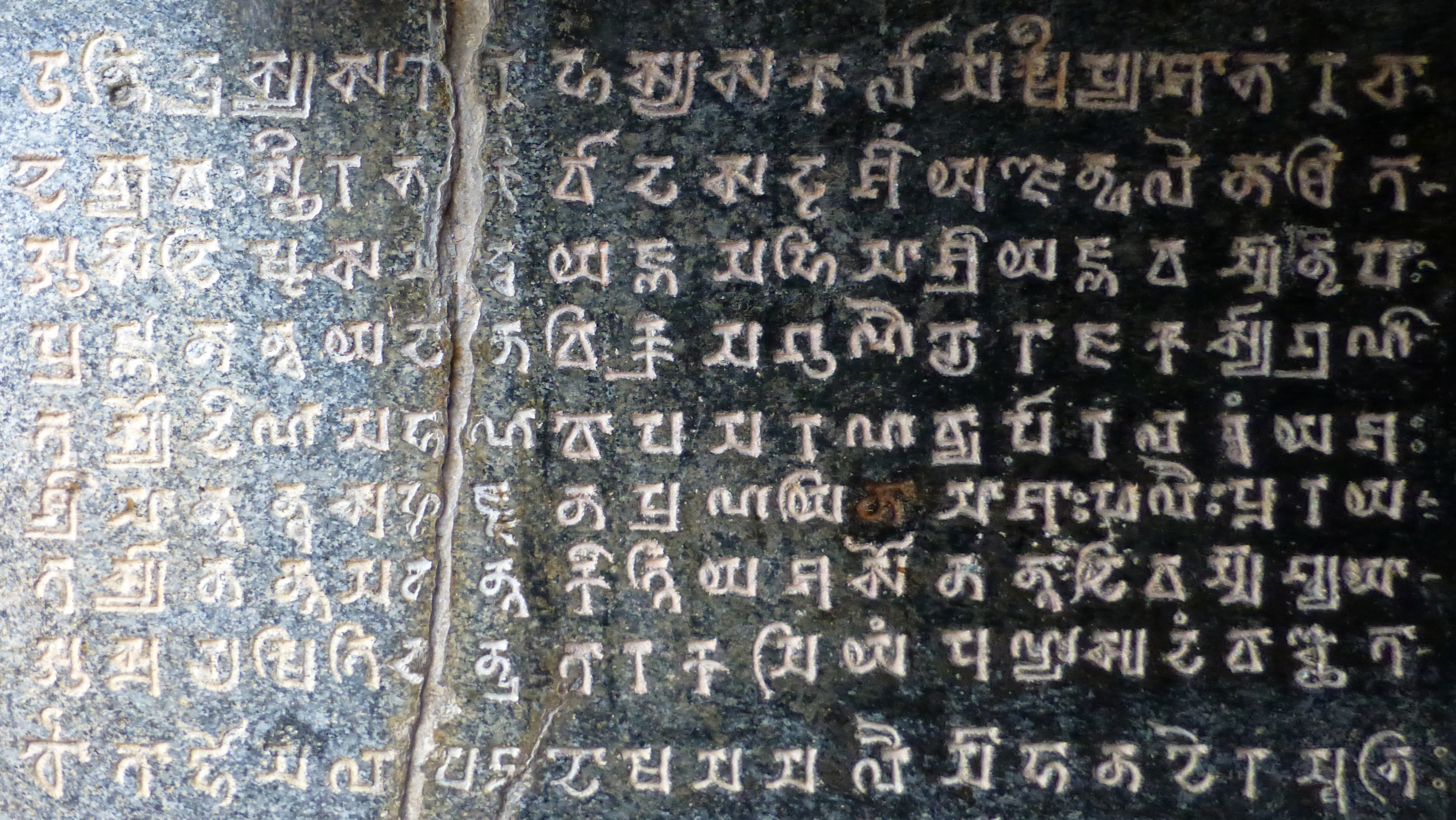
아난타바르만의 고피카 석굴 비문 (왼쪽 절반).

바라바르 석굴 비문은 또 다른 마우카리 분가의 존재를 증명한다. 이 분파는 아마도 후굽타의 봉신이 다스렸다. 이 분가의 알려진 통치자는 다음과 같다.
- 니르파 스리 야즈나바르만
- 니르파 사만타추다마니 스리 샤둘라바르만
- 아난타바르만

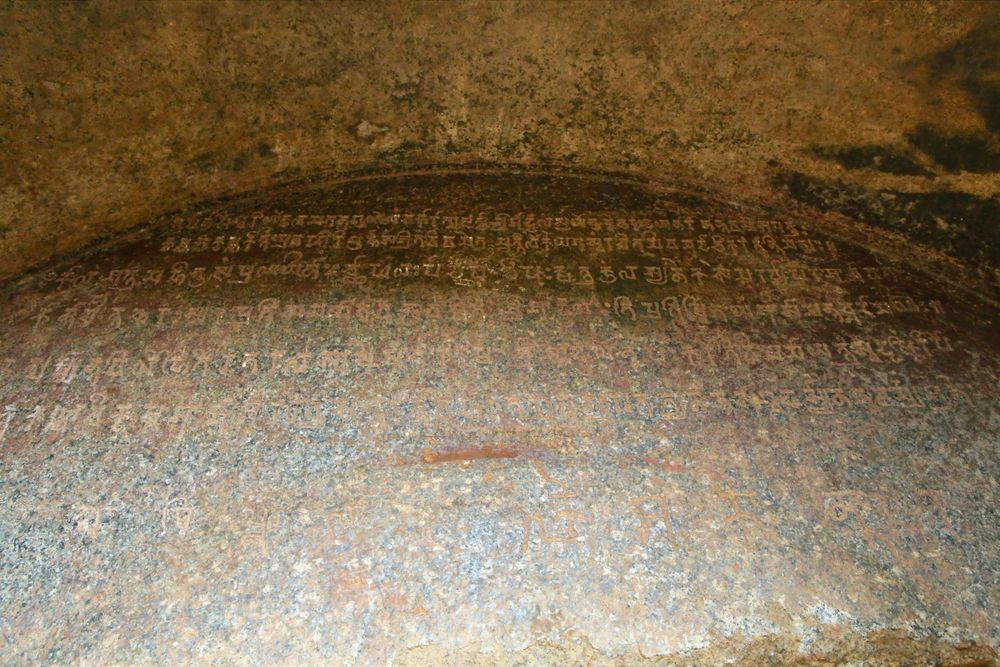
아난타바르만의 로마스 리쉬 석굴 비문
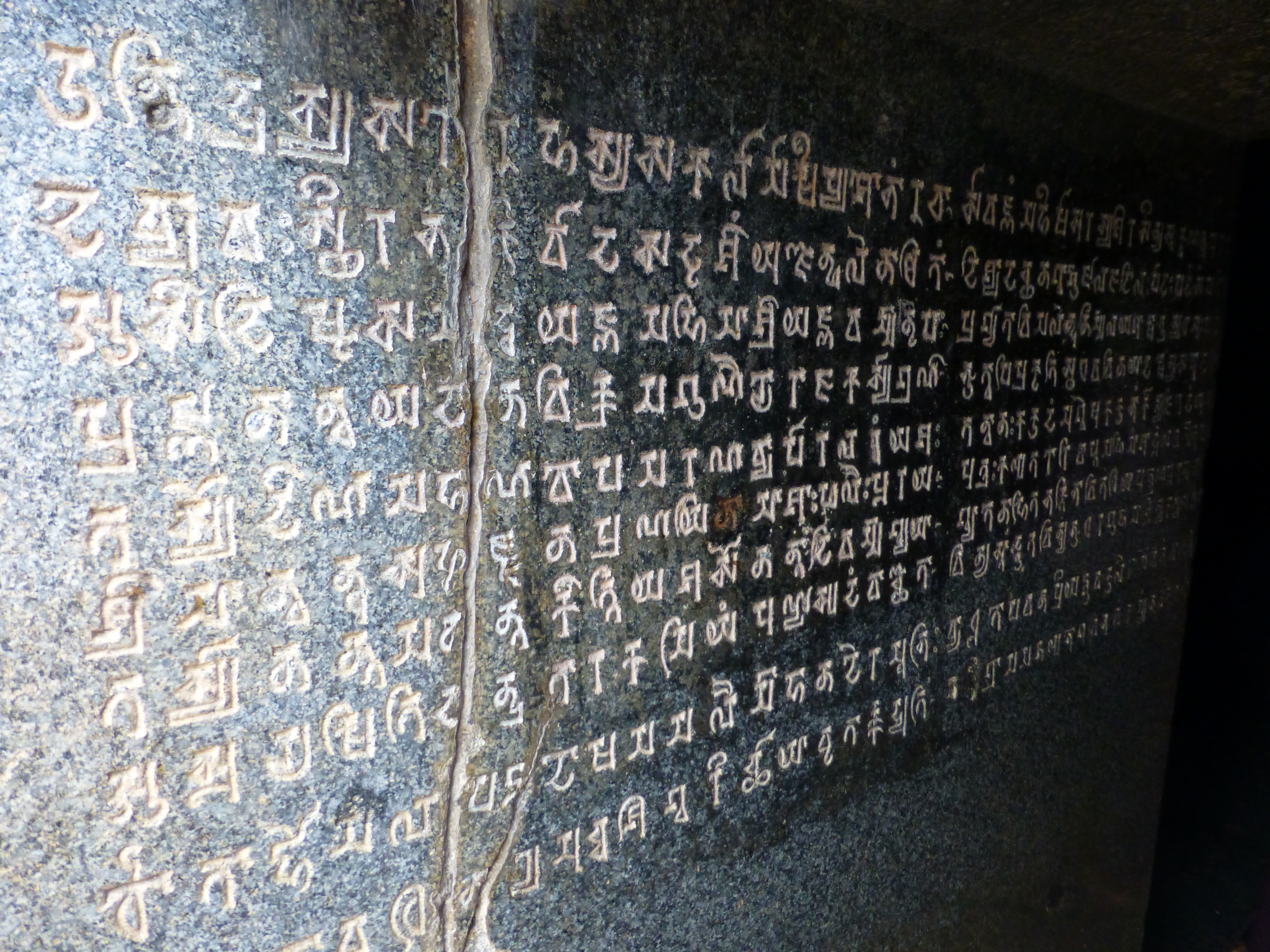
아난타바르만의 고피카 석굴 비문
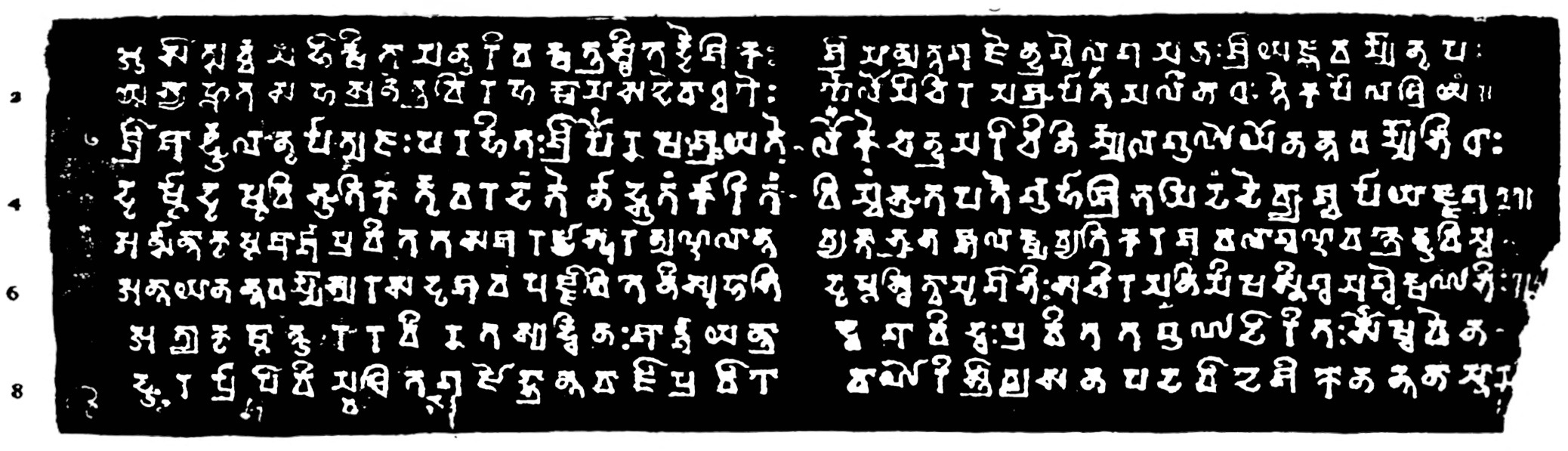
아난타바르만의 바다티카 석굴 비문

## 같이 보기
- 메가스테네스

## 서지
- Hans Bakker (2014). 《The World of the Skandapurāṇa》. BRILL. ISBN 978-90-04-27714-4.
- Ronald M. Davidson (2012). 《Indian Esoteric Buddhism: A Social History of the Tantric Movement》. Columbia University Press. ISBN 978-0-231-50102-6.